# Den sorte pimpernel
|  | Denne artikel er oprettet af botten PalnaBot ud fra en ekstern database. Den kan derfor have sproglige fejl eller mangler. Denne skabelon kan fjernes efter kontrol af indholdet. |

Den sorte pimpernel er en svensk spillefilm fra 2007 instrueret af Ulf Hultberg efter manuskript af Bob Foss.

## Handling
Den virkelige historie om den svenske ambassadør i Chile, Harald Edelstam og hans kamp for at redde uskyldige mennesker fra at blive henrettet efter militærkuppet i Chile den 11. september 1973. I rædslerne lige efter kuppet følger vi Edelstams kamp for simple menneskerettigheder, lov og orden. Hvad drev manden? Og hvilken pris betalte han for sit engagement?